# 魔戒聖戰
魔戒聖戰（War of the Ring），在托爾金（J. R. R. Tolkien）的奇幻小說裡，是指索倫（Sauron）與中土大陸自由子民之間對至尊魔戒（One Ring）駕馭力量及中土大陸支配權抗爭所引發的戰爭。魔戒聖戰爆發於第三紀元末期。魔戒聖戰和以摧毀至尊魔戒為目的末日火山任務同樣是《魔戒》的主要劇情。
魔戒聖戰由索倫所掀起，索倫的力量在第二紀元持續增強，並企圖重獲失落的至尊魔戒，征服中土大陸。魔戒聖戰期間，無數洛汗（Rohan）及剛鐸（Gondor）人類被殺。魔戒聖戰的參戰人員估計超過百萬人，數萬人屬於自由子民陣營，數十萬來自邪惡陣營。魔戒聖戰標誌著精靈的衰微、人類的崛起、剛鐸及亞爾諾王朝的復興及第四紀元的開端。
戰事爆發的地點包括剛鐸（Gondor）、洛汗（Rohan）、羅斯洛立安（Lothlórien）、孤山（Lonely Mountain）及河谷鎮（Dale）。魔戒聖戰原本只是對抗索倫的勢力，然而，薩魯曼（Saruman）以第三勢力的身分率軍介入，引發了艾辛河渡口（Fords of Isen）及聖盔谷的戰事。
魔戒聖戰以臨水之戰（Battle of Bywater）的結束及薩魯曼和葛力馬·巧言（Gríma Wormtongue）之死終結。魔戒聖戰將近結束時，亞拉岡（Aragorn）被加冕為剛鐸國王，寬恕曾協助索倫的人類，並宣佈人類、精靈、矮人將重新聯合。

## 戰爭經過

### 南部戰線
索倫的主要戰略是擊敗最強的敵對國剛鐸，他須攻陷剛鐸的都城米那斯提力斯（Minas Tirith）。為此，魔多（Mordor）的軍隊都集中於南方，企圖各個擊破。索倫為了防止剛鐸盟國洛汗支援，他鼓動薩魯曼在洛汗以西的艾辛格發兵牽制洛汗，使洛汗集中應付西面的威脅，不能呼應剛鐸的援助。除此之外，索倫又命其盟友昂巴海盜襲擊剛鐸的南部沿岸地區，以分化北剛鐸米那斯提力斯的守軍應付南方海盜的襲擊。索倫的戰略終失敗了，剛鐸及洛汗聯軍與魔多大軍正式交鋒。

#### 洛汗
洛汗地區長久以來都沒有享受過長久的和平，當薩魯曼的軍隊横渡艾辛河時，魔戒聖戰的序幕已被揭開。洛汗國王希優頓（Théoden）之子希優德（Théodred）召集軍隊至艾辛河渡口，意欲突襲入侵的敵軍。第三紀元3019年2月23日，希優德向敵軍的前鋒發動進攻，艾辛格的援軍迅速掩至，希優德急令撤退，他的軍隊撤至一個島嶼上，被敵軍包圍，希優德戰死。洛汗主將葛林伯（Grimbold）極力死守島嶼，但如果聖盔谷（Helm's Deep）艾海姆（Elfhelm）的援軍未能趕至，島嶼必定失陷。第一次艾辛河渡口之役以洛汗戰敗告終。
洛汗西境的司令希優德戰死，鄂肯布蘭德（Erkenbrand）代為統領西谷（Westfold），他命葛林伯及艾海姆駐守渡口，然而他們未能抵擋艾辛格軍隊的攻勢，遭到圍攻。後來，遭圍攻的洛汗軍隊成功突圍，他們在西谷潰散。薩魯曼得以打通前往洛汗的通道。
在此時，甘道夫將葛力馬·巧言攆出伊多拉斯（Edoras），並前往集合潰散的鄂肯布蘭德部隊，他建議洛汗國王希優頓進駐聖盔谷。希優頓及其軍隊集結於聖盔谷，很快就被薩魯曼的軍隊圍攻。就在3月3日至3月4日當晚，半獸人及登蘭德人聯軍強攻聖盔谷，儘管洛汗人（包括來援的亞拉岡、勒苟拉斯及金靂）頑強死守，勝利的機會依然很渺茫。希優頓有見及此，決定孤注一擲，出擊薩魯曼的軍隊。此時，甘道夫及鄂肯布蘭德的軍隊突然出現在聖盔谷，還有樹鬍（Treebeard）派遣來援的野樹人（Huorn）。薩魯曼大軍被擊敗，野人被擒。野人在協助清理戰場及發誓效忠洛汗後被釋（這使俘虜甚為驚訝，因為薩魯曼曾跟他們說洛汗人很凶殘）。
在日前，法貢森林的樹人召開樹人會議（Entmoot），樹人對薩魯曼破壞森林感到非常憤怒，決定進軍艾辛格。3月3日，艾辛格被樹人摧毀，樹鬍接管艾辛格。樹鬍又派遣野樹人援助正在聖盔谷苦戰的洛汗人。

#### 剛鐸
三千年以來，剛鐸一直受到東方黯影的威脅。第三紀元末，剛鐸國力衰落，這為索倫出兵提供契機。剛鐸攝政王迪耐瑟二世之子法拉墨（Faramir）分兵駐守前線，其中最重要的兩支部隊駐守在凱爾安卓斯（Cair Andros）及奧斯吉力亞斯（Osgiliath）。米那斯魔窟及末日火山的信號亮起，亦即是入侵剛鐸之始。魔多大軍首先攻擊奧斯吉力亞斯，很快便攻陷奧斯吉力亞斯，法拉墨被迫退守堡壘，但也旋即被攻陷。魔多大軍進逼米那斯提力斯，戒靈徘徊在空中，對剛鐸守軍造成很大的壓力。魔多的攻城塔開始嘗試佔領城牆，但攻城塔都被守軍摧毀。不過，米那斯提力斯的城門被擊破。正在此危急之時，希優頓率領六千騎兵抵達，舒緩了剛鐸守軍的壓力。雖然如此，剛鐸及洛汗聯軍依然陷入劣勢，直至亞拉岡率南剛鐸五千援軍乘海盜船趕至（亡靈大軍在奪取昂巴海盜船后就被亞拉岡所解散），擊敗了魔多大軍。
黑門之戰是魔戒聖戰對抗索倫的最終一役，此役在魔多的黑門爆發。亞拉岡帶領約六千名士兵進軍黑門，以轉移索倫對正在魔多腹地的佛羅多·巴金斯及山姆·詹吉的注意力，希望佛羅多得以順利抵達末日火山摧毀至尊魔戒。此舉亦希望誤導索倫以為至尊魔戒在亞拉岡手上。至尊魔戒成功被摧毀，西方軍隊最終取得了不可能的勝利。索倫的軍隊恐慌潰逃。

### 北部戰線
魔多的軍隊主要集中於南方，以對付剛鐸。索倫也嘗試從北方以側翼夾擊自由子民的軍隊。在北部戰線，索倫的目的是以多爾哥多為據點，襲擊羅斯洛立安，然後橫越迷霧山脈攻擊瑞文戴爾及攻擊洛汗及剛鐸的後方。不過，多爾哥多被瑟蘭督伊的精靈國度嚴密監控，並且佈置了兩支軍隊隔絕多爾哥多軍隊的活動。索倫企圖以東方人軍隊攻擊幽暗密林，多爾多哥的半獸人在內響應，內外夾擊，然後兩軍會合，進攻羅斯洛立安。遺憾地，孤山的矮人聯合鐵丘陵矮人及河谷鎮人類介入，戰事膠著，東方人軍隊未能呼應魔多軍隊。進攻羅斯洛立安的計劃失敗。
南北戰線以剛鐸及羅斯洛立安之間的安都因河為界。早前侵擾羅斯洛立安的半獸人企圖以此路進入洛汗，但卻遭到法貢森林的樹人逆襲，半獸人大敗潰逃。

#### 河谷鎮
在魔戒聖戰開始時，孤山矮人拒絕協助索倫搜尋至尊魔戒。索倫因此派遣了一支東方人軍隊前往河谷鎮。3月17日，東方人軍隊遭遇矮人及河谷鎮人類聯軍。經過三日的慘烈戰鬥，聯軍敗退至孤山。河谷鎮國王布蘭德（Brand）戰死於孤山門前，孤山國王丹恩二世·鐵足（Dáin II Ironfoot）在守護布蘭德遺體時戰死。聯軍死守孤山。當南方傳來捷報後，東方人潰退，布蘭德及丹恩的子裔領軍追擊。

#### 羅斯洛立安及幽暗密林
3月11日，羅斯洛立安受到多爾哥多攻擊，在其後的15日及22日也受到攻擊。索倫敗亡後，凱勒鵬反守為攻，率軍渡過安都因河（Anduin），多爾哥多被凱蘭崔爾（Galadriel）攻陷。
瑟蘭督伊（Thranduil）治下的幽暗密林（Mirkwood）同樣受到多爾哥多的攻擊，在森林內進行激戰，精靈軍隊慘勝。多爾哥多失陷後，凱勒鵬在4月6日會合瑟蘭督伊，幽暗密林的黯影消退，他們平分幽暗密林，幽暗密林易名為綠葉森林（Eryn Lasgalen）。

#### 夏爾
黑暗魔君索倫敗亡後，樹鬍釋放了薩魯曼。薩魯曼來到夏爾，他取代了羅索·塞克維爾巴金斯（Lotho Sackville-Baggins）成為夏爾首長。在他的號令下，惡徒橫行無忌，大肆破壞夏爾。梅里雅達克·烈酒鹿（Meriadoc Brandybuck）及皮瑞格林·圖克（Peregrin Took）在11月3日發動臨水之戰，帶領哈比人擊敗惡徒。哈比人進逼哈比屯（Hobbiton），佛羅多勒令薩魯曼及葛力馬·巧言離開。葛力馬·巧言崩潰，殺死薩魯曼，葛力馬·巧言被亂箭射死。自薩魯曼死後，魔戒聖戰結束，第三紀元也結束了。

## 結果
魔戒聖戰對整個中土大陸西北有極重要的影響。最為重要的是促使了剛鐸和亞爾諾王國的復興，稱為重聯王國，首任國王是伊力薩王亞拉岡。剛鐸攝政王迪耐瑟已死，其位由迪耐瑟之子法拉墨繼承，成為伊西力安親王。
洛汗的皇位繼承人希優德已死，國王希優頓也死於帕蘭諾平原戰役，皇位由伊歐墨（Éomer）繼承。矮人在聖盔谷後面的晶洞建立了一個聚落，艾辛格交由樹人接管。
河谷鎮國王布蘭德及孤山國王丹恩二世·鐵足都在魔戒聖戰戰死，皇位由布蘭德之子巴德及丹恩二世·鐵足之子索林三世（Thorin III Stonehelm）繼任。他們派遣使者會見伊力薩王，願意跟剛鐸永久結盟，直至王國終結之日。
精靈衰落，魔戒持有者離開中土大陸，羅斯洛立安被廢棄。部分沒有離開中土大陸的羅斯洛立安精靈遷至幽暗密林南部，他們將該地名為東羅瑞安（East Lórien）。至於在綠葉森林，瑟蘭督伊繼續他的統治，這裡獲得了和平。在伊西力安也有一個精靈部落。許多瑞文戴爾的精靈離開了中土大陸，在亞拉岡死後約120年，瑞文戴爾被廢棄。
在安努米納斯權杖（Sceptre of Annúminas）的允諾下，夏爾成為獨立的地區，禁止人類進入夏爾。夏爾曆1452年，西境也劃入夏爾。
精靈的影響力不再活躍之時，第四紀元已經開始，精靈自第三紀元始已逐漸撤離中土大陸。半獸人不再是嚴重的威脅，他們的數量劇降，成為山賊。所有的戒靈及索倫都死亡，但剛鐸及亞爾諾聯合王國依然與索倫的盟友哈拉德林人和東方人鬥爭。

## 改編描述
許多有關《魔戒》的改編都包含魔戒聖戰的部分。

彼得·傑克遜執導的電影《魔戒》裡，魔多的攻城塔行經奧斯吉力亞斯，準備進軍米那斯提力斯

《中土世界的歷史》第八部名為《魔戒聖戰》。托爾金原欲以魔戒聖戰命名為小說《魔戒》的第三部書名，他認為「王者再臨」這名字忽略了許多情節。

## 外部連結
- The Thains Book
- 阿爾達百科 （页面存档备份，存于）